# Johann Paul Peer
Johann „Hans“ Paul Peer (* 19. Februar 1875 in Steinach am Brenner; † 13. März 1945 in Hohenems) war ein österreichischer Politiker.

## Leben
Hans Peers Vater war Kleinbauer und Zimmermeister. Er selbst besuchte die Gymnasien in Bozen und Brix und studierte anschließend Jus in Innsbruck. Dort wurde er 1908 promoviert. Anschließend war er Konzipient in Klagenfurt, bevor er sich als Rechtsanwalt in Innsbruck selbstständig machte. Nach dem Ersten Weltkrieg gehörte er der provisorischen Landesversammlung, bzw. ab 1919 dem Landtag an. Peer war Mitglied und langjähriger Obmann der Tiroler Volkspartei. Außerdem saß er (mit Unterbrechungen) bis 1933 im Gemeinderat in Innsbruck, wo er einige Zeit auch zweiter Vizebürgermeister war. Von 1921 bis 1928 und von 1933 bis 1934 hatte er das Amt des Landeshauptmannstellvertreters inne. Ab 1927 war er Direktor der Landeshypothekenanstalt. Ab 1934 fungierte er als Landesrat für Finanzen und von 1934 bis 1938 gehörte er dem Länderrat an, wobei er das Land Tirol vertrat. Peer engagierte sich in der Heimwehr und war Ehrenmitglied der KÖHV Leopoldina.
Nach dem „Anschluss“ im März 1938 wurde er seiner Funktionen enthoben und im November 1938 entlassen.